# Ferdinand Vincenc Kinský
Ferdinand Vincenc Rudolf hrabě Kinský z Vchynic a Tetova (Ferdinand Vinzenz Rudolf Graf Kinsky von Wchinitz und Tettau) (8. září 1866, Dornau, Rakousko – 3. února 1916, Vídeň) byl český šlechtic, rakousko-uherský důstojník a dvořan. Po službě v armádě zastával funkce u dvora ve Vídni, nakonec byl císařským nejvyšším štolbou (1909–1916), získal Řád zlatého rouna (1915). Po rodičích vlastnil statky v Čechách a na Moravě (Horažďovice, Moravský Krumlov). V jeho potomstvu pokračuje knížecí větev rodu Kinských.

## Životopis

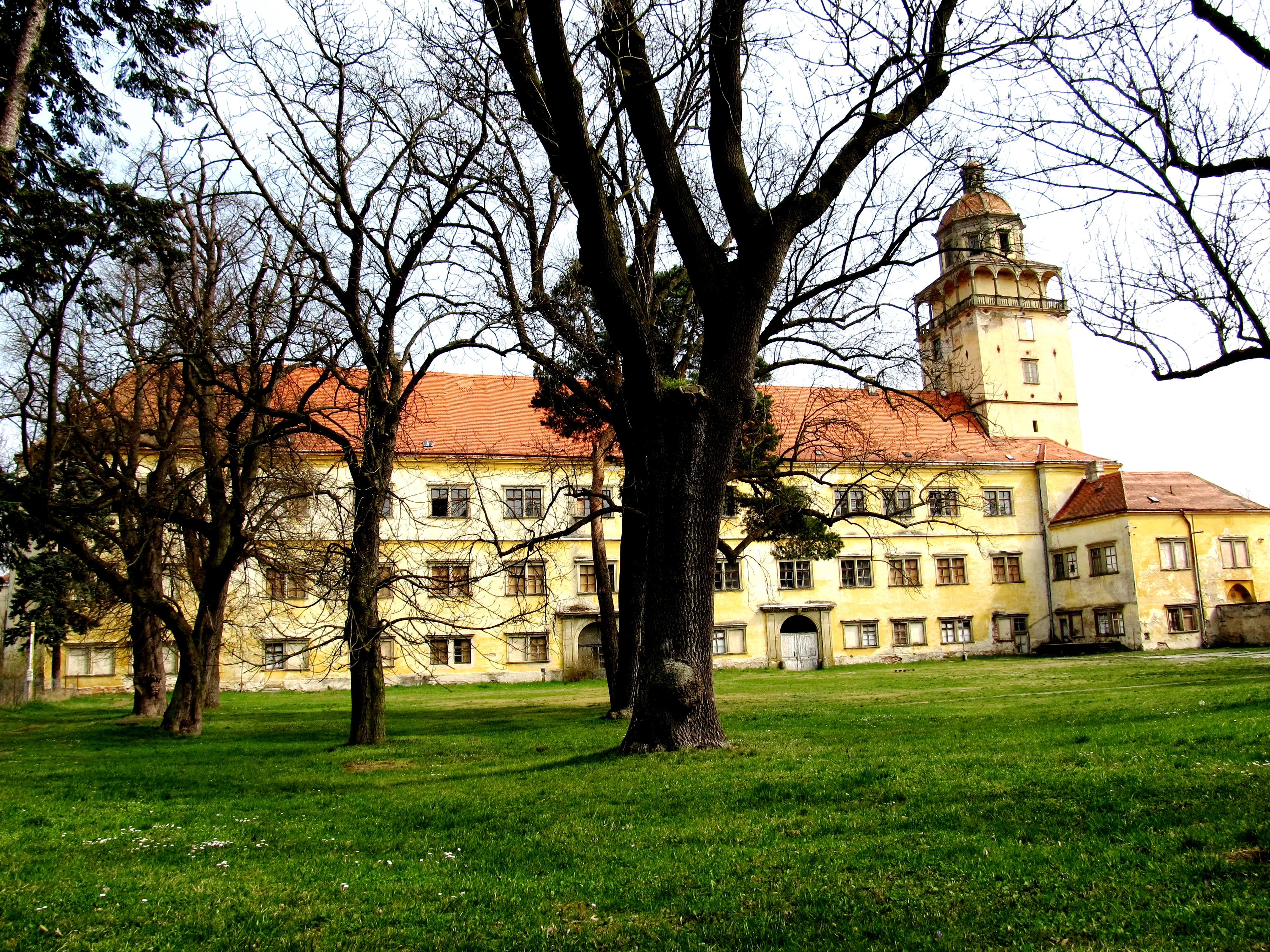
Zámek Moravský Krumlov, majetek Ferdinanda Kinského v letech 1905–1916

Pocházel z knížecí linie českého šlechtického rodu Kinských, narodil se jako třetí a nejmladší syn knížete Ferdinanda Bonaventury Kinského (1834–1904), po matce Marii (1835–1905) byl vnukem císařského nejvyššího hofmistra a generála prince Karla z Lichtenštejna. Jako mladší syn knížete užíval titul hraběte a od mládí sloužil v armádě, v roce 1884 byl jmenován c. k. komořím. U vojska nakonec dosáhl hodnosti podplukovníka dragounů, po odchodu z aktivní vojenské služby působil u císařského dvora, kde byl důstojníkem jedné z císařských gard a prvním štolbou. V roce 1907 byl jmenován c. k. tajným radou s nárokem na oslovení Excelence. V letech 1909–1916 zastával u dvora funkci císařského nejvyššího štolby. 
Zemřel ve Vídni v roce 1916 ve věku 49 let, pohřben byl v rodové hrobce v Budenicích.

## Řády a vyznamenání
Během služby v armádě a u císařského dvora obdržel řadu vyznamenání v Rakousku-Uhersku i v zahraničí. V roce 1915 byl jako osmý a poslední z rodu Kinských jmenován rytířem Řádu zlatého rouna.

### Rakousko-Uhersko
- Řád zlatého rouna (1915)
- velkokříž Leopoldova řádu (1912)
- velkokříž Řádu Františka Josefa (1908)
- Vojenský jubilejní kříž (1908)
- rytířský kříž Leopoldova řádu (1906)
- Řád železné koruny III. třídy (1898)
- Jubilejní pamětní medaile (1898)

### Zahraničí
- velkokříž Řádu červené orlice (Německo)
- Řád Osmanie I. třídy (Osmanská říše)
- velkokříž Řádu Isabely Katolické (Španělsko)
- rytíř Řádu sv. Stanislava (Rusko)
- Řád svaté Anny II. třídy (Rusko)
- komandér Viktoriina řádu (Spojené království)
- velkokříž Záslužného řádu bavorské koruny (Bavorsko)
- velkokříž Řádu sv. Michaela (Bavorsko)
- velkokříž Řádu Albrechtova (Sasko)
- velkokříž Řádu Leopolda II. (Belgie)
- Řád knížete Danila I. I. třídy (Černá Hora)
- velkokříž Řádu sv. Alexandra (Bulharsko)
- velkodůstojník Řádu italské koruny (Itálie)
- Řád svatých Mořice a Lazara (Itálie)
- Řád pruské koruny I. třídy (Německo)
- komandér Řádu Vasova (Švédsko)
- velkodůstojník Řádu Takova (Srbsko)
- Řád lva a slunce II. třídy (Persie)
- komandér Řádu bílého slona (Siam)

## Majetkové poměry a rodina
Z rodového majetku převzal po otcově smrti velkostatek Horažďovice (1904), po matce byl dědicem velkostatku Moravský Krumlov (1905). V západních Čechách a na jižní Moravě spravoval majetek na rozloze přes 10 000 hektarů půdy, kvůli služebním závazkům se ale zdržoval převážně ve Vídni.
V roce 1892 se v Praze oženil s princeznou Aglajou Auerspergovou (1868–1919), c. k. palácovou dámou, dcerou bývalého rakouského předsedy vlády prince Adolfa Auersperga (1821–1885). Z jejich manželství pocházelo sedm dětí. Nejstarší syn Oldřich zdědil po strýci Rudolfovi knížecí titul a statky v severních a východních Čechách, mladší synové se podělili o statky Horažďovice a Moravský Krumlov. Tři dcery se provdaly za potomky starých šlechtických rodů a významné velkostatkáře v Čechách (Buquoy, Valdštejn, Trauttmansdorff).
- 1. Oldřich (Ulrich) Ferdinand 10. kníže Kinský (15. srpna 1893, Choceň – 19. prosince 1938, Vídeň), c. k. nadporučík, rytíř Maltézského řádu, 1930 dědic knížecího titulu, majitel velkostatků Choceň, Heřmanův Městec, Zlonice, Česká Kamenice, I. manž. 1918 Katalin Széchenyi de Sárvár-Felsövidek (9. prosince 1893, Somogyvár – 25. dubna 1968, Milán), rozvedli se v roce 1930, II. manž. 1932 Matylda von dem Bussche-Haddenhausen (24. května 1900 – 11. března 1974)
- 2. Ernestina Antonie (7. června 1895, Loosdorf – 1969), manž. 1821 Wilderich Josef hrabě von Spee (15. prosince 1887, Düsseldorf – 5. dubna 1967, Duisburg), nadporučík německé armády
- 3. Marie Valerie (28. srpna 1896, Vídeň – 1963), manž. 1914 Karel Jiří hrabě Buquoy de Longueval (9. března 1885, Vídeň – 17. května 1952), c. k. komoří, nadporučík, majitel velkostatků Nové Hrady, Rožmberk
- 4. Rudolf Antonín (13. června 1898, Vídeň – 1. července 1965, Grünau im Almtal), majitel velkostatku Moravský Krumlov, manž. 1925 Elisabeth Herring von Frankensdorf (19. listopadu 1900 – 27. dubna 1983, Salcburk)
- 5. Marie Johanna (23. února 1900, Vídeň – 19. ledna 1976, tamtéž), manž. 1920 Karel Arnošt hrabě z Valdštejna-Vartenberka (31. října 1897, Vídeň – 4. srpna 1985, tamtéž), majitel velkostatků Mnichovo Hradiště, Duchcov, Doksy, Šťáhlavy
- 6. Johanna (24. srpna 1902, Moravský Krumlov – 16. listopadu 1964, Vídeň), manž. 1921 Karel Josef kníže Trauttmansdorff-Weinsberg (10. března 1897, Kadaň – 3. června 1976, Vídeň), majitel velkostatku Horšovský Týn
- 7. Ferdinand Karel Bonaventura (30. ledna 1907, Vídeň – 3. června 1969, Sauerlach, Horní Bavorsko), inženýr, majitel velkostatku Horažďovice, manž. 1933 Jindřiška Karolína von Ledebur-Wicheln (19. prosince 1910, Křemýž – 29. června 2002, Sankt Ruprecht an der Raab, Štýrsko)

Ferdinandovými staršími bratry byli Karel Kinský (1858–1919) a Rudolf Ferdinand Kinský (1859–1930), kteří byli postupně nositeli knížecího titulu, oba zemřeli bezdětní. Jejich švagry byli mimo jiné císařský nejvyšší hofmistr kníže Alfred Montenuovo (1854–1927) nebo rakousko-uherský ministr zahraničí hrabě Otakar Černín (1872–1932).